# Arghus
Arghus Soares Bordignon (Alegrete, 19 de janeiro de 1988), mais conhecido como Arghus, é um futebolista brasileiro que atua como zagueiro.

## Trajetória
Arghus iniciou sua trajetória no futebol nas categorias de base do Grêmio FBPA. Com passagens por Atlético Paranaense, Juventude e Reggina/ITA, o zagueiro chamou atenção dos europeus quando atuava pelo River Plate-SE. Sagrou-se bicampeão sergipano. Sua imposição física, qualidade técnica e polivalência despertaram, em 2011, o interesse do Maribor, principal clube da Eslovênia.
Com nacionalidade italiana, Arghus atuou por quatro temporadas no Maribor e acumulou nove títulos: quatro campeonatos eslovenos, duas copas nacionais e três supercopas. Aos 25 anos, o atleta gaúcho viveu um grande momento na carreira: no dia 12 de dezembro de 2013, ele ajudou o Maribor a vencer o Wigan, da Inglaterra, e classificar-se para a segunda fase da Liga Europa, fato inédito para um clube daquele país.
Na temporada 2014/2015, Arghus teve seu auge na carreira, quando ajudou o Maribor a entrar na fase de grupos da Champions League, em um grupo que contava com Schalke 04, Chelsea e Sporting CP.  
Após destaque nas competições europeias, onde contabilizou 39 jogos de Liga Europa e Champions League, despertou o interesse do Sporting Clube de Braga, que o comprou do Maribor e teve um contrato válido por três temporadas. No Braga, o atleta conquistou a Taça de Portugal, em 2015-2016.  
Arghus jogou, ainda, no Excelsior (Holanda), Panetolikos (Grécia), Académica de Coimbra e Casa Pia (Portugal) e APS Zakynthos FC (Grécia). Atualmente, o atleta atua pelo Dumiense FC (Portugal).

## Títulos
River Plate
- Campeonato Sergipano: 2010, 2011

Maribor
- Campeonato Esloveno: 2011–12, 2012–13, 2013–14, 2014–15
- Copa da Eslovênia: 2011–12, 2012–13
- Supercopa da Eslovênia: 2012, 2013, 2014

Braga
- Taça de Portugal: 2015–16